# Herschelova vesmírná observatoř
Herschelova vesmírná observatoř resp. Herschel Space Observatory (zkráceně HSO) byla vesmírná observatoř určená k pozorování objektů v infračerveném oboru světla. Byla vypuštěna 14. května 2009 v 13:12:02 UTC z kosmodromu v Kourou ve Francouzské Guyaně. Pomocí rakety Ariane 5 byla vynesena spolu s družicí Planck, která pozorovala kosmické mikrovlnné pozadí. HSO byl ve své době, díky svému hlavnímu zrcadlu o průměru 3,5 metru, největším infračerveným dalekohledem a zároveň největším teleskopem umístěným lidmi ve vesmíru. Observatoř definitivně zanikla 17. června 2013, kdy byla úmyslně navedena na dráhu vedoucí ke Slunci.
Observatoř byla pojmenována po Williamu Herschelovi který jako první popsal infračervenou složku světla.

## Historie
Výstavbu observatoře plánovala ESA již v roce 1983. V té době byl znám pod názvem FIRST (Far Infrared and Sub-millimetre Telescope). Později byl přejmenována podle objevitele infračerveného záření Williama Herschela.

## Konstrukce a vybavení
Herschelův kosmický dalekohled byl asi 7,5 metru dlouhý a 4 m široký. Vážil 3400 kg a byl rozdělen na dvě části. Servisní část obsahoval polohovací zařízení, zdroj energie, místo pro ukládání dat a centrum pro komunikaci. Ve druhé části je umístěno primární zrcadlo o průměru 3,5 m a sekundární zrcadlo o průměru 0,3 m. Těmito zrcadly bylo světlo směřováno do tří přístrojů HIFI, PACS a SPIRE. Celá aparatura byla ochlazována tekutým heliem na teplotu blížící se absolutní nule. Navíc každý ze tří detektorů měl zvláštní chlazení, které dokázala snížit teplotu až na 0,3 stupně nad absolutní nulu. Chladicí kapaliny měl teleskop k dispozici 2000 litrů, jeho zásoba došla v dubnu 2013. Její spotřebované množství je hlavním faktorem, který ovlivnilo celkovou dobu funkčnosti celé observatoře, na počátku se počítalo se 3 - 4 roky. Provoz teleskopu byl ukončen v dubnu 2013, v červnu téhož roku byla stanice navedena na dráhu ke Slunci.

### Snímače
Observatoř obsahuje následující tři snímače:
- HIFI (Heterodyne Instrument for the Far Infrared), spektrometr s vysokým rozlišením pracující ve dvou vlnových délkách 157-212 µm a 240-625 µm.[4]

- PACS (Photodetector Array Camera and Spectrometer), fotometr a spektrometr středního rozlišení pracující na vlnových délkách 55-210 µm.[5]

- SPIRE (Spectral and Photometric Imaging Receiver), fotometr a spektrometr. Pracující ve vlnových délkách 194-672 µm.[6]

## Cíle mise
Hlavními vědeckými cíli mise je studium:
- Tvorby galaxií v raném vesmíru a jejich následného vývoje.
- Chemického složení blízkých chladných objektů (komety, exoplanety, hnědí trpaslíci).
- Atmosfér planet.
- Mezihvězdné hmoty.[2]

## Oběžná dráha
HSO byla umístěna u libračního bodu L2 a obíhala jej po eliptické dráze ve střední vzdálenosti 800 000 km.

## Konec mise
- V dubnu 2013 došlo na stanici ke spotřebování veškeré chladicí látky, jíž bylo kapalné hélium, 29. dubna 2013 byl proto provoz stanice definitivně ukončen.
- Dne 17. června 2013 byla observatoř navedena na takovou heliocentrickou dráhu, která zaručuje, že se nejméně několik set let nestřetne se Zemí.